# Музей Америки (Мадрид)
Музей Америки (Мадрид) (ісп. Museo de América або Museo de América de Madrid) — музейний заклад в столиці Іспанії, присвячений мистецтву індіанців, історії і археології Північної і Південної Америки доколумбової доби та періоду колонізації. Музей має переважно археологічний, історико-просвітницький і етнологічний характер.

## Накопичення фондів

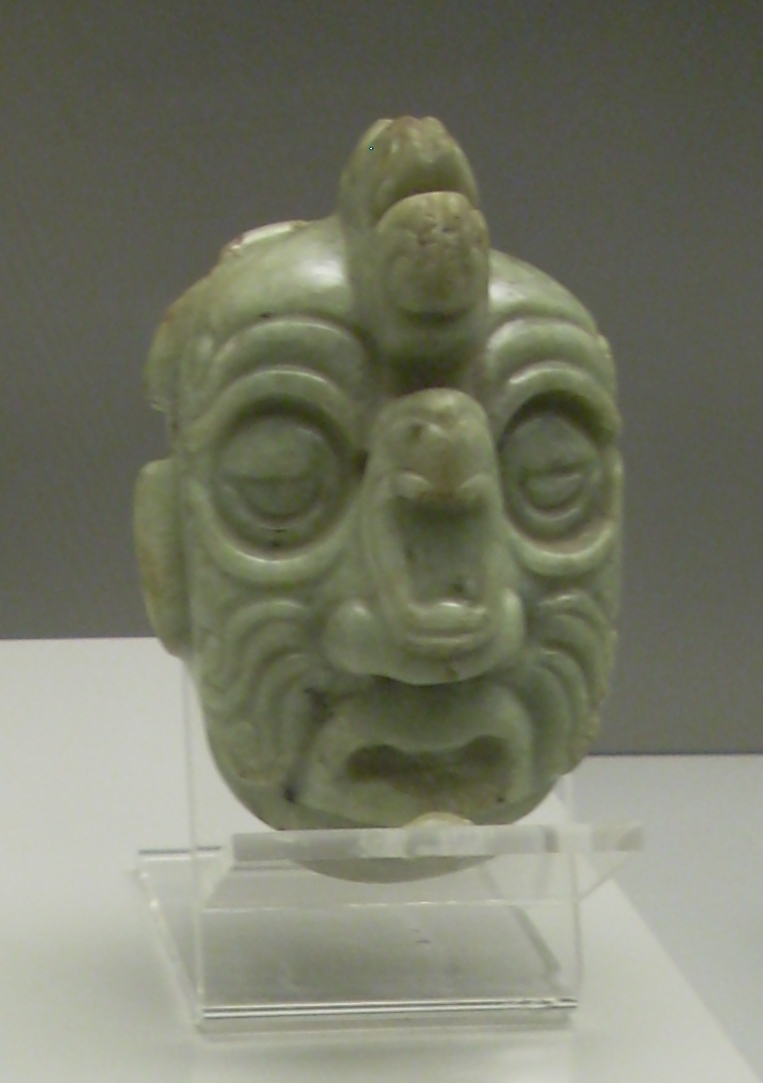
Голівка чоловіка-птаха, нефрит. Культура ольмеків

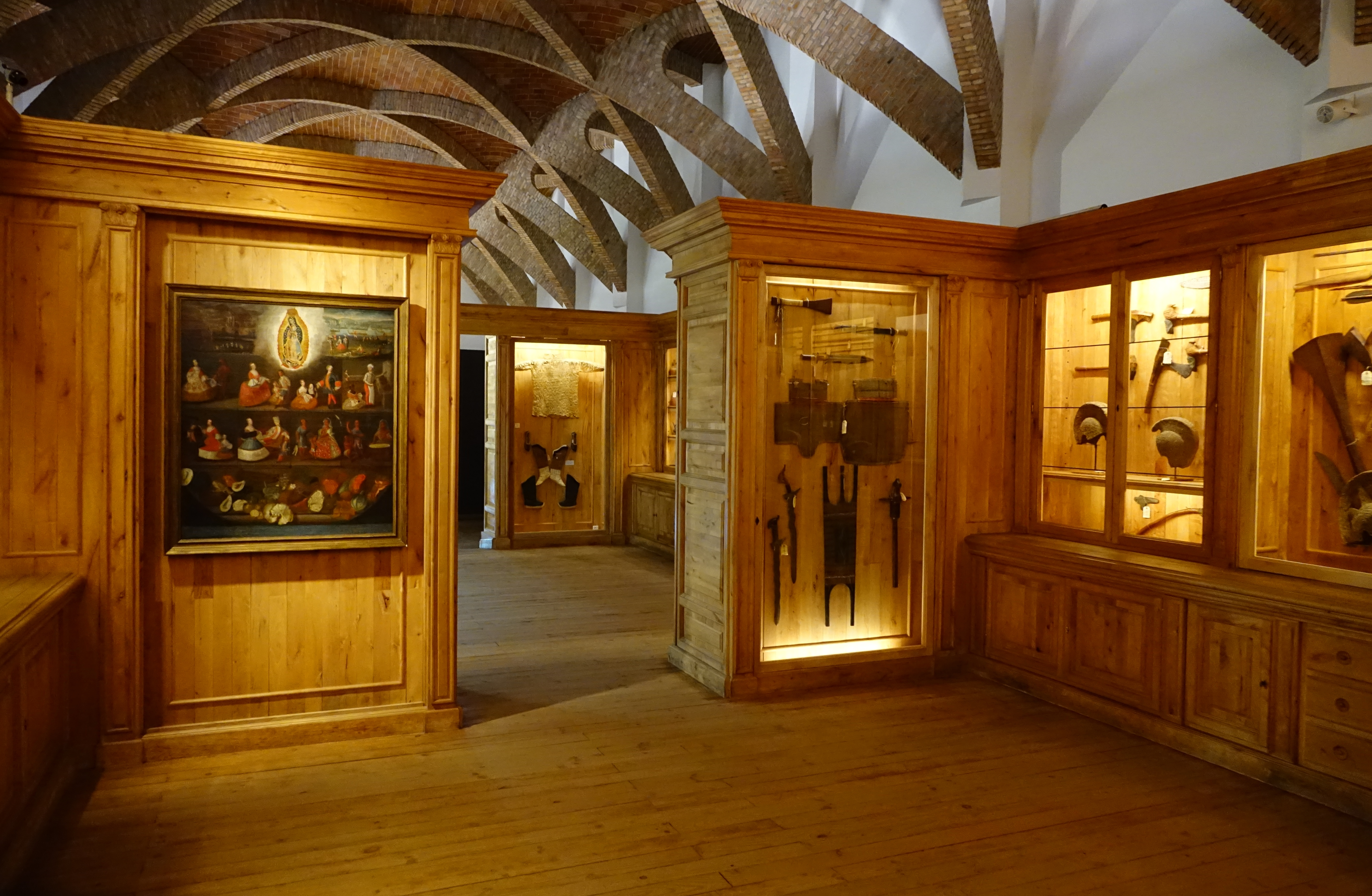
Зала з копією камня Сонця.

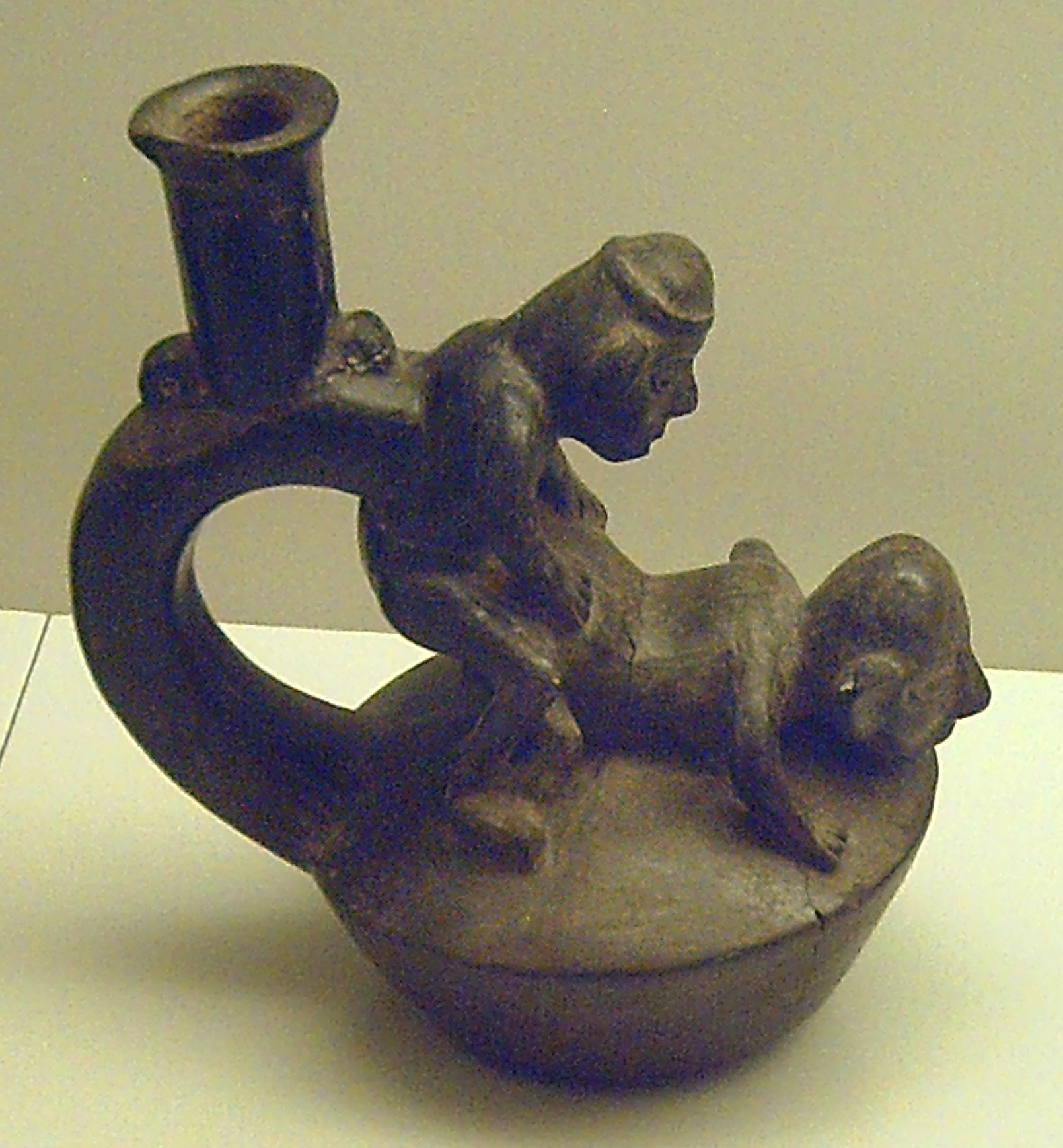
Кераміка. Культура Чиму.

Музей засновано 1941 року. Але музейні колекції чи речі, котрі висвітлювали індіанські ремесла і культуру колоніального періоду, почали привозити в Кастилію і Мадрид та Іспанію як таку ще з 16 століття. До королівського двору як звіти привозили коштовні вироби із золота і срібла індіанських ювелірів, незвичні для іспанців індіанські тканини і навіть живих рабів-індіанців. Значні розбіжності в шкалах цінностей між люмпенами-конкістадорами та аутохтонними народами Америки значно звузили перелік речей, котрий досягав Іспанії і Європи як такої. З часом в Іспанію вивозили переважно готові золоті і срібні злитки або готову металеву монету із улаштованих в Америці монетних дворів. Важко сказати, яка велетенська кількість індіанських виробів, котрі не вважались завойовниками коштовними, була попсована чи знищена конкістадорами, котрі волали лише золота і швидких засобів власного збагачення. Серед них — вироби з нефриту, які індіанці поціновували більше золота, вироби з деревини і мушлей, уславлені серед індіанців плащі і мозаїки із пера тропічних птахів, індіанська кераміка тощо. Все це в найменших кількостях представлене в музейній збірці, як і індіанські кодекси, велетенське спалення яких було влаштовано спочатку 12 липня 1562 року, а потім видано наказ знищувати скрізь, де тільки знайдуть. Тому в музейній колекції представлено лише один кодекс майя (Мадридський кодекс), як поодинокий зразок писемності незрозумілого і маловартісного для іспанців корінного народу.
Низка експонатів має походження з археологічних розкопок і тому лише пунктирно висвітлює історію доколумбового періоду. Інша частина експонатів — висвітлює колоніальний період, це зразки провінційного живопису і місцевих ремесел. Акцент зроблено на цивілізаторській місії іспанців-завойовників в обох Америках, котра не була, однак, головною. Слід нагадати, що «цівілізаторська місія» голландців і Індонезії чи британців і французів в Північній Америці мало чим поступалась в жорстокості цивілізаторській місії іспанців-завойовників в обох Америках.
Первісні експонати і знахідки накопичували в Національному археологічному музеї, хоча вони не були тематично пов'язані з культурою самої Іспанії, а тому — не експонувались. Ідея експонування цих колекцій пов'язана із діяльність кардинала Сіснероса, котрий видав відповідний наказ 19 квітня 1941 року.

## Приміщення
Приміщення нового музею доручили створити двом іспанським архітекторам 1943 року, це Луїс Мойя Бланко та Луїс Мартінес Федучі. Будівництво тривало 10 років в 1943-1954 роках. Ідея архітектури — цивілізаторська місія Іспанії в наново відкритих і захоплених землях Північної та Південної Америки. Використання неоісторичної стилістики надзвичайно імпонувало архітекторові Луїсу Мойя Бланка, котрого давно полонили шедеври західноєвропейського і іспанського періодів готики, маньєризму, бароко. Музейна споруда нагадує католицький монастир іспанського зразка із великою вежею, котра відсилає відвідувачів до барокових дзвіниць на американському континенті. Але запропонований проект Луїса Бланко в повному обсязі не був реалізований.
Офіційне відкриття нового музею відбулося 1961 року. Але музей не працював до 1965 року, поки перевозили тематичні колекції та облаштовували експозиції.

## Тематичні розділи
Головні тематичні розділи експозиції розділені на п'ять частин :
- Знання про Американський континент.
- Реальна Америка.
- Американські суспільства.
- Релігія на континенті.
- Засоби комунікації.

## Галерея

### Мадридський кодекс (експозиція)

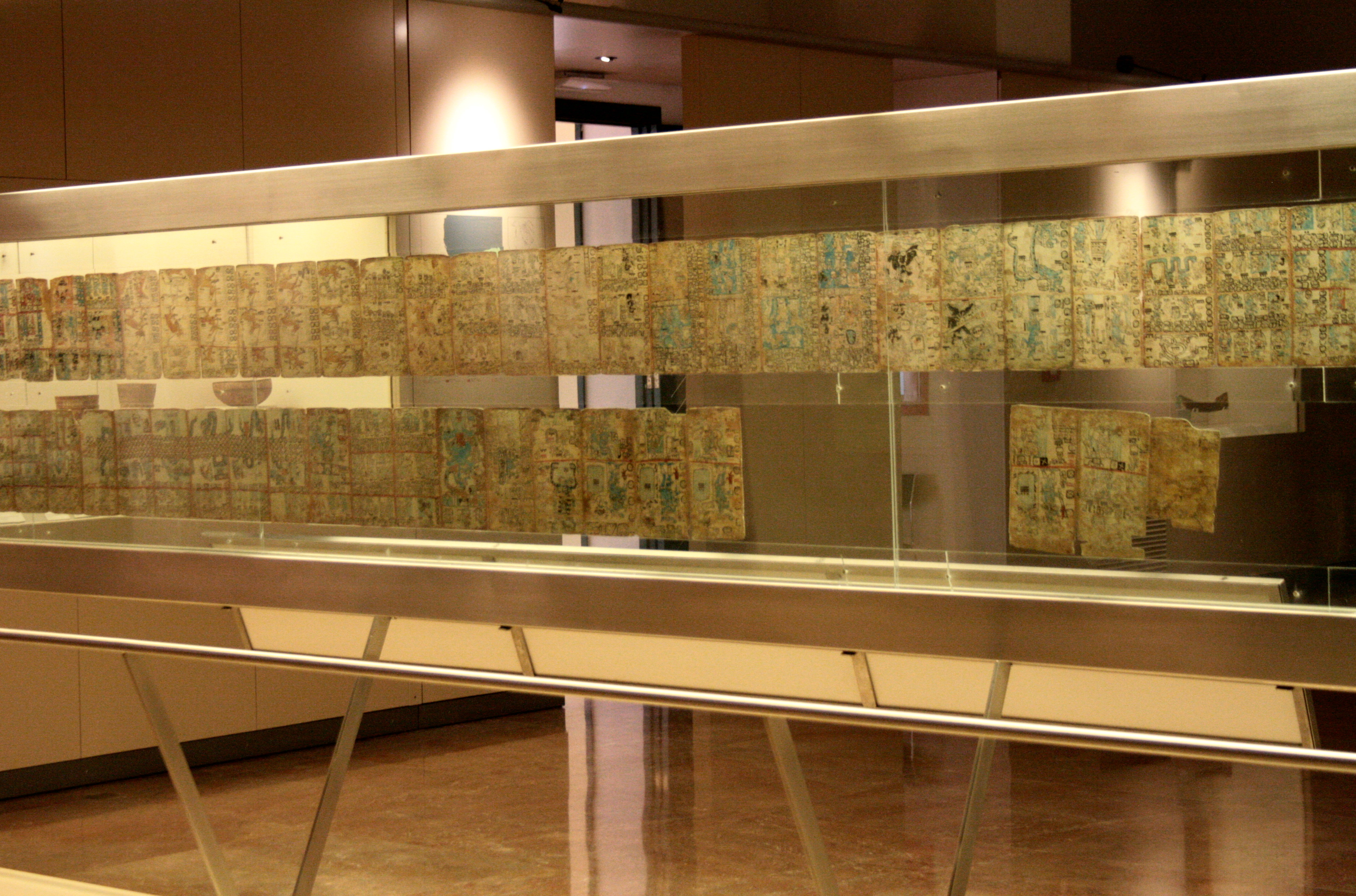

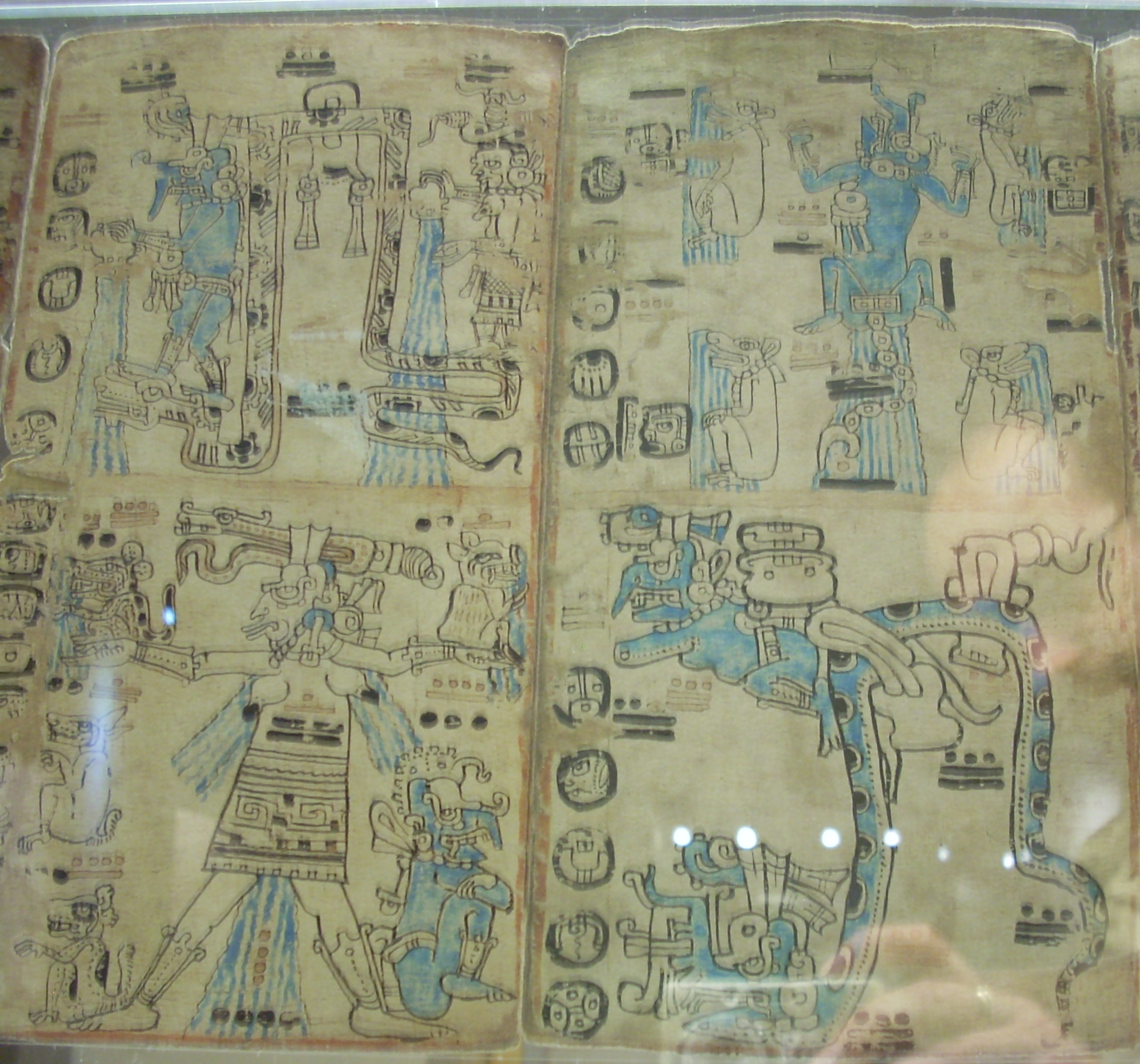
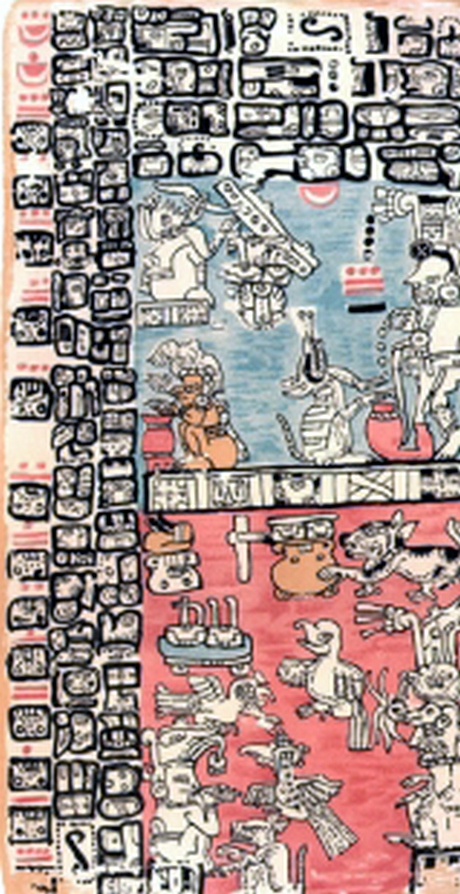
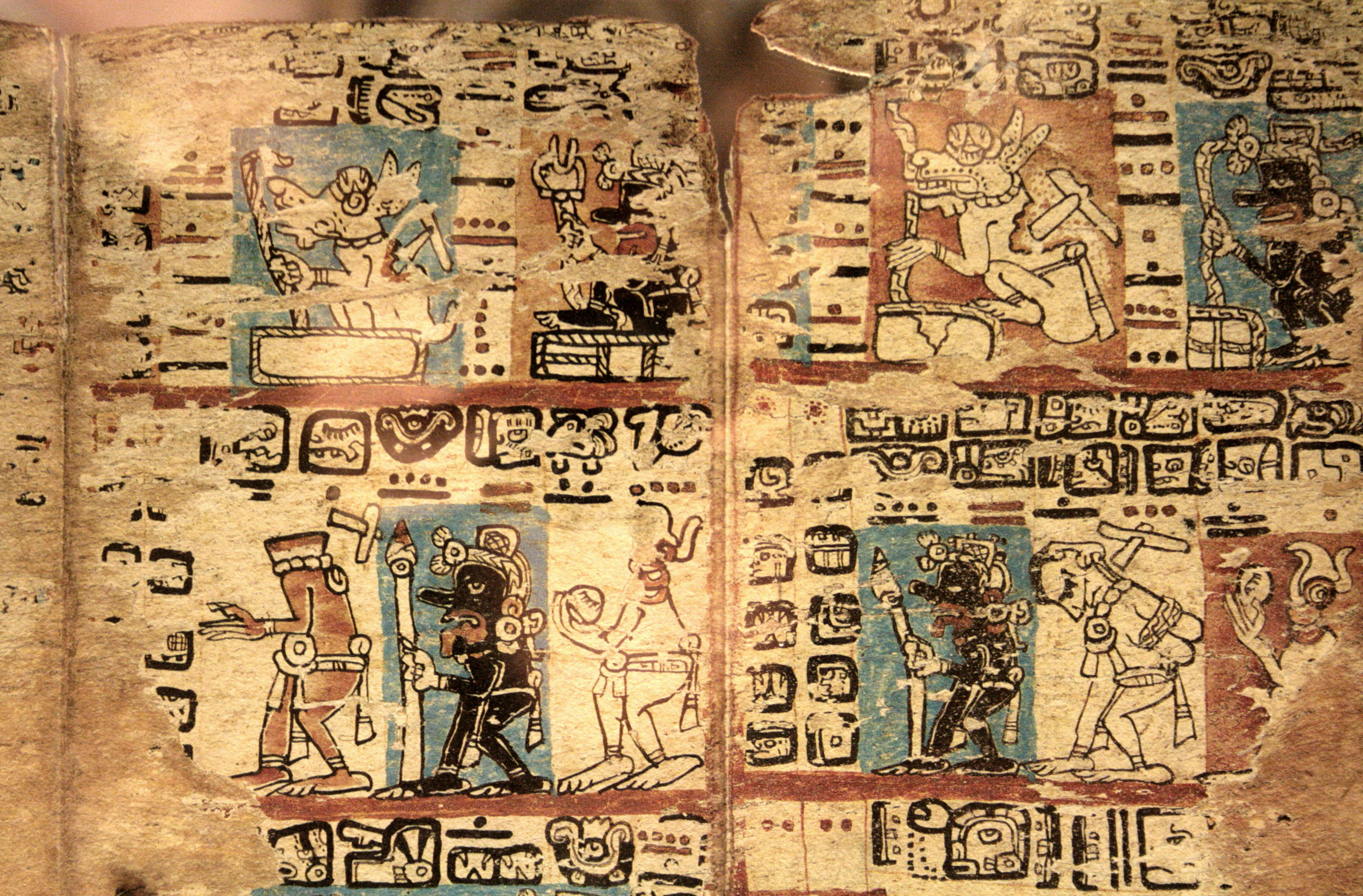
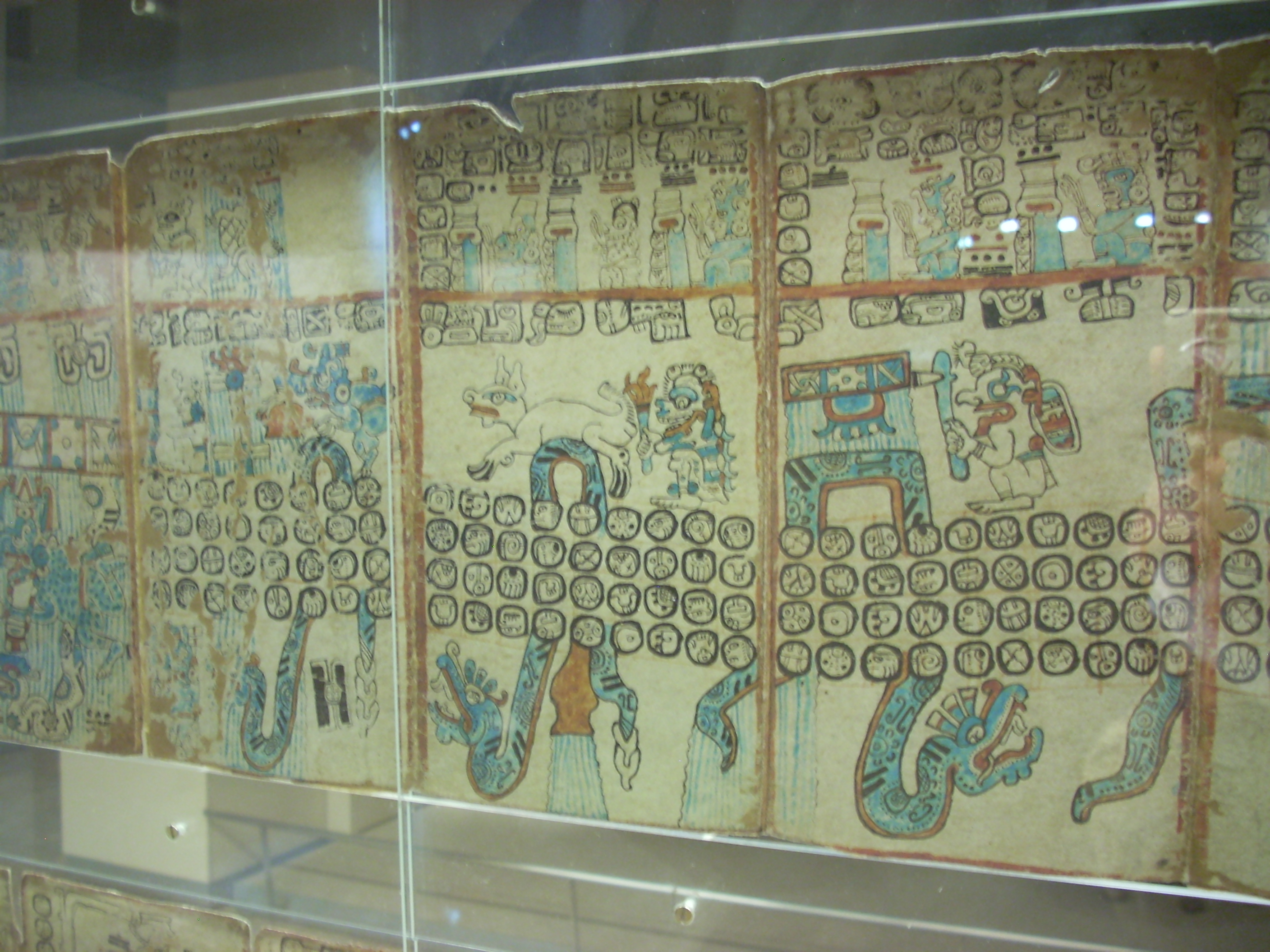

[[Файл:|міні|праворуч|250пкс|]]
[[Файл:|міні|праворуч|250пкс|]]
[[Файл:|міні|праворуч|250пкс|]]

### Індіанські і місцеві ремісничі вироби

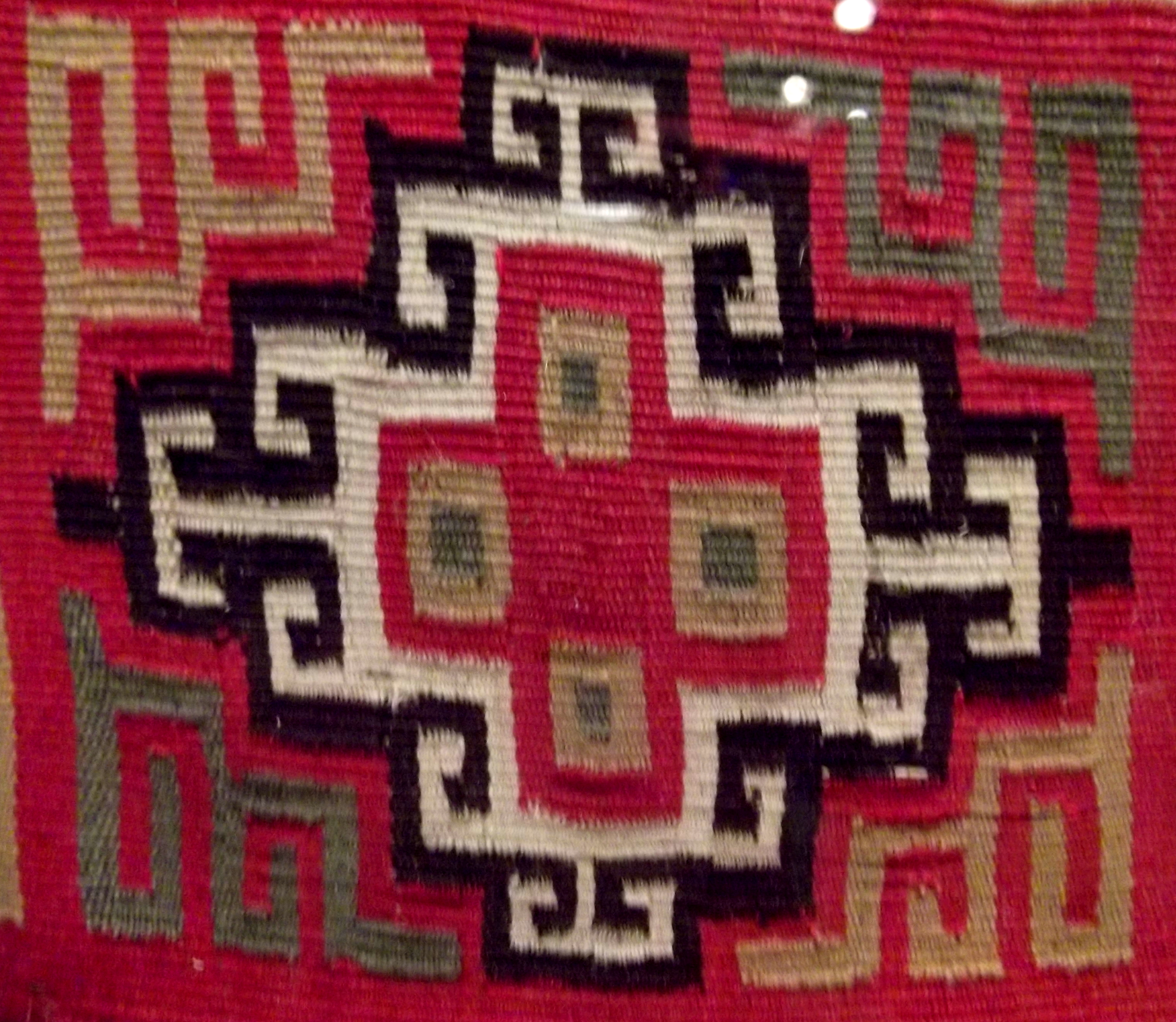
Інки, зразок ткацтва, 16 ст. (?)
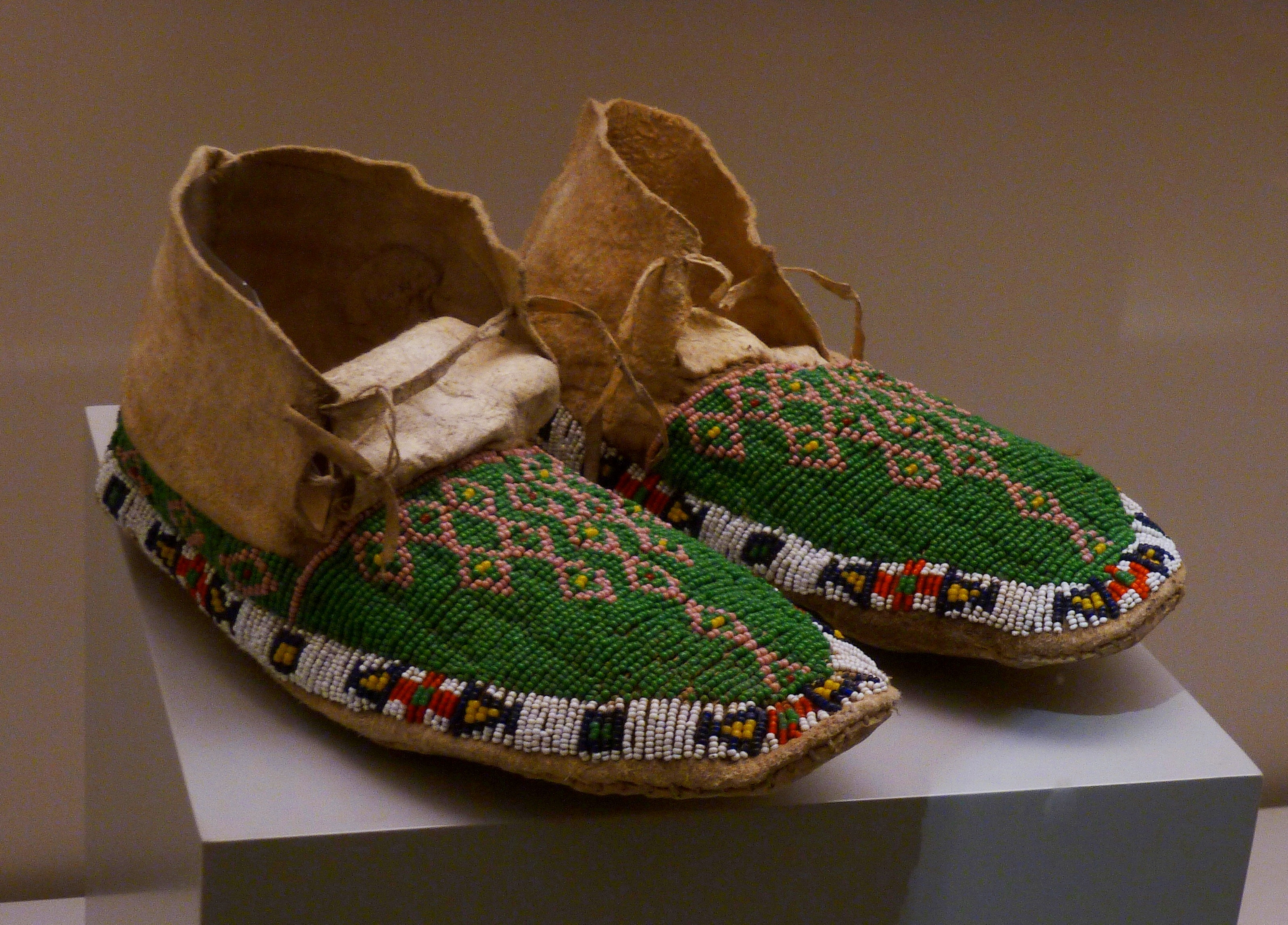
Мокасини чейєна, прикрашені бісером
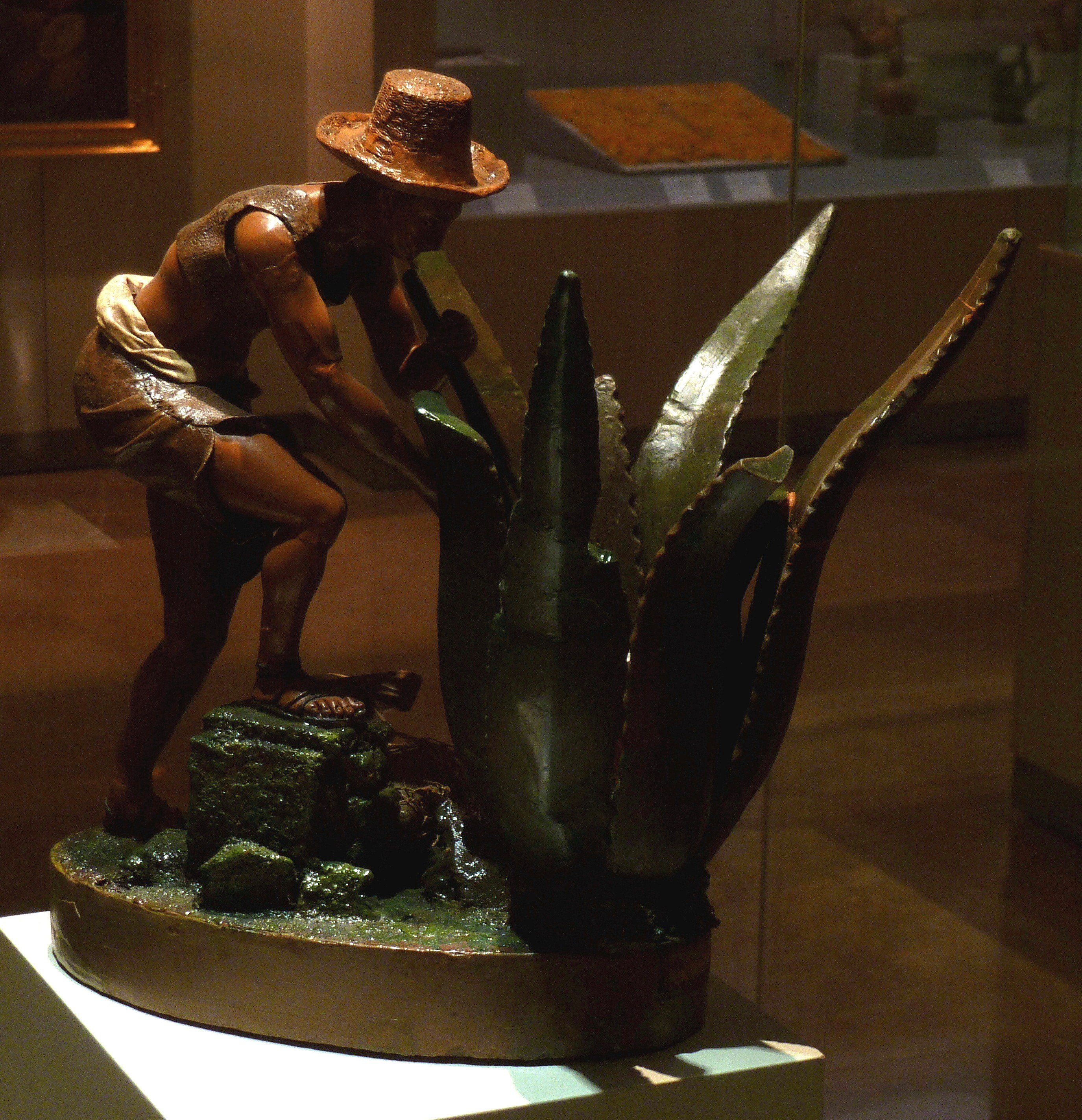
Андрес Гарсія. Фігурка селянина з кольорового віску, 19 ст.
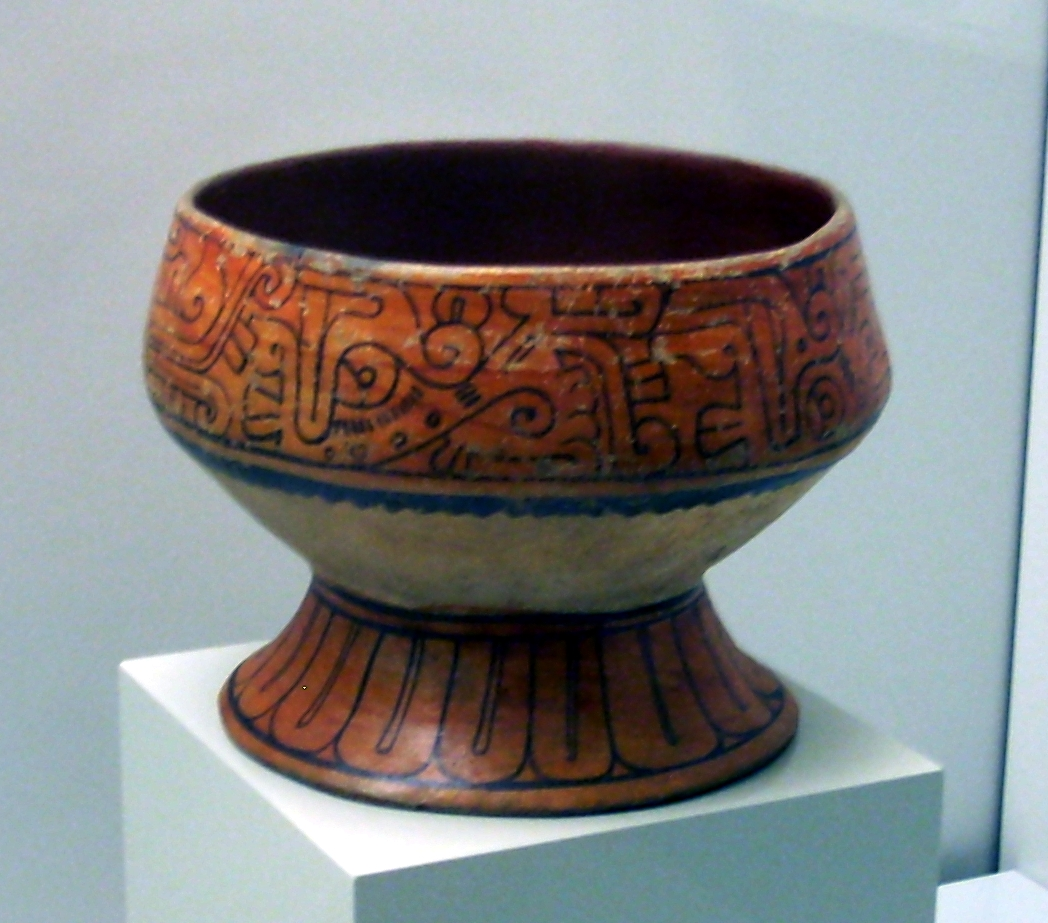
Керамічний келих,  мікстекська культура (800—1521 рр.)

### Золоті вироби індіанських ювелірів

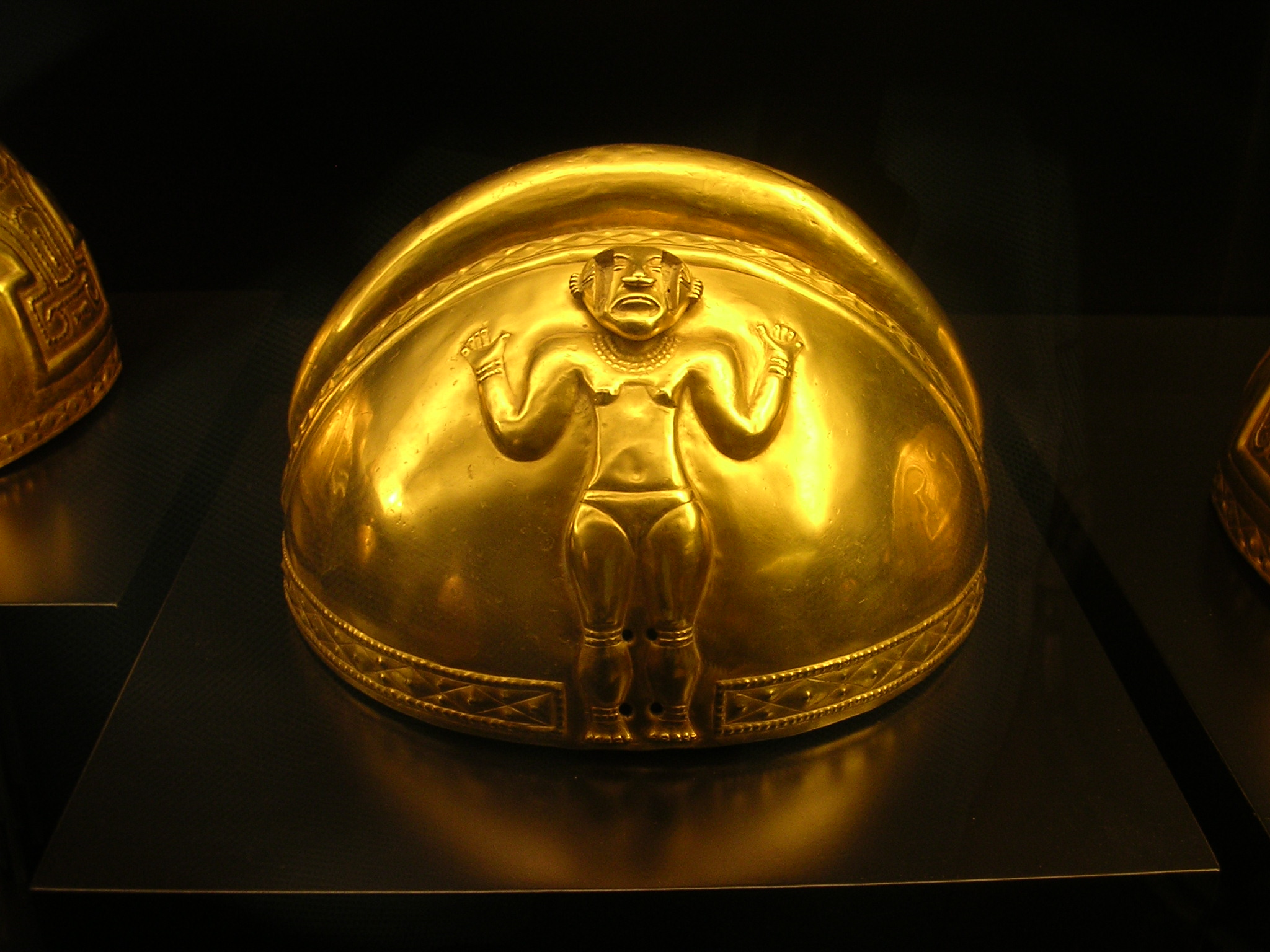
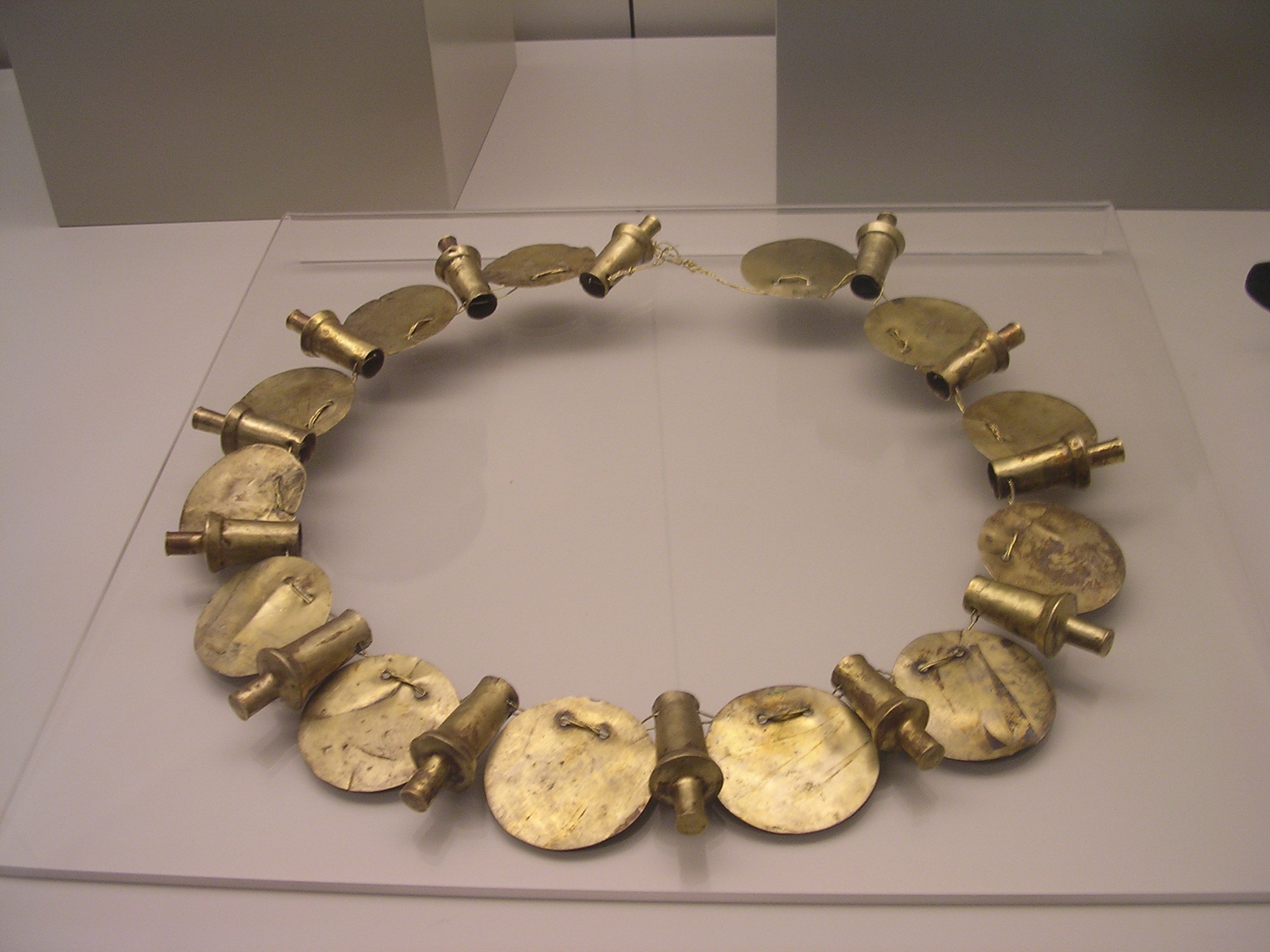
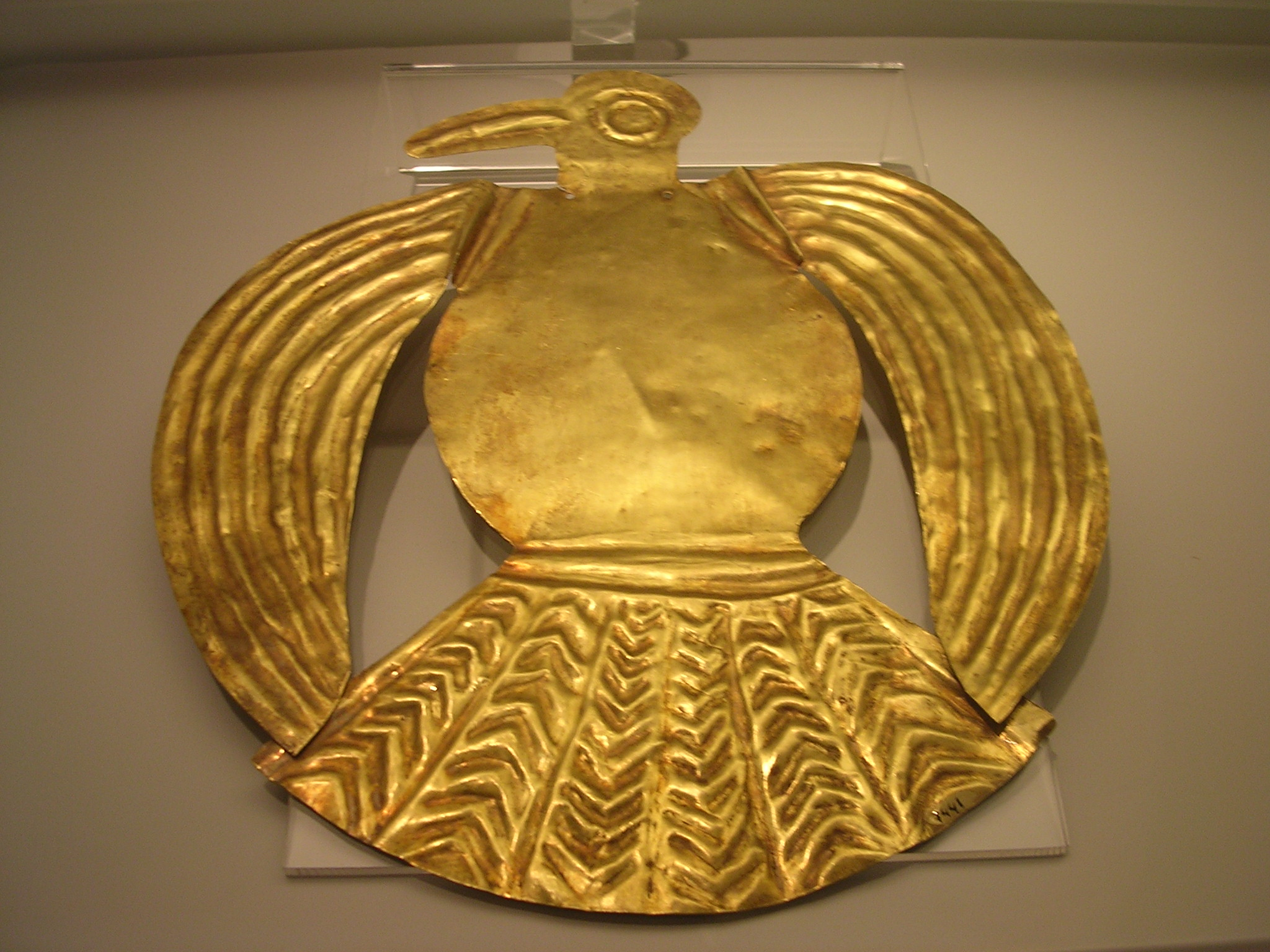

### Кераміка індіанців

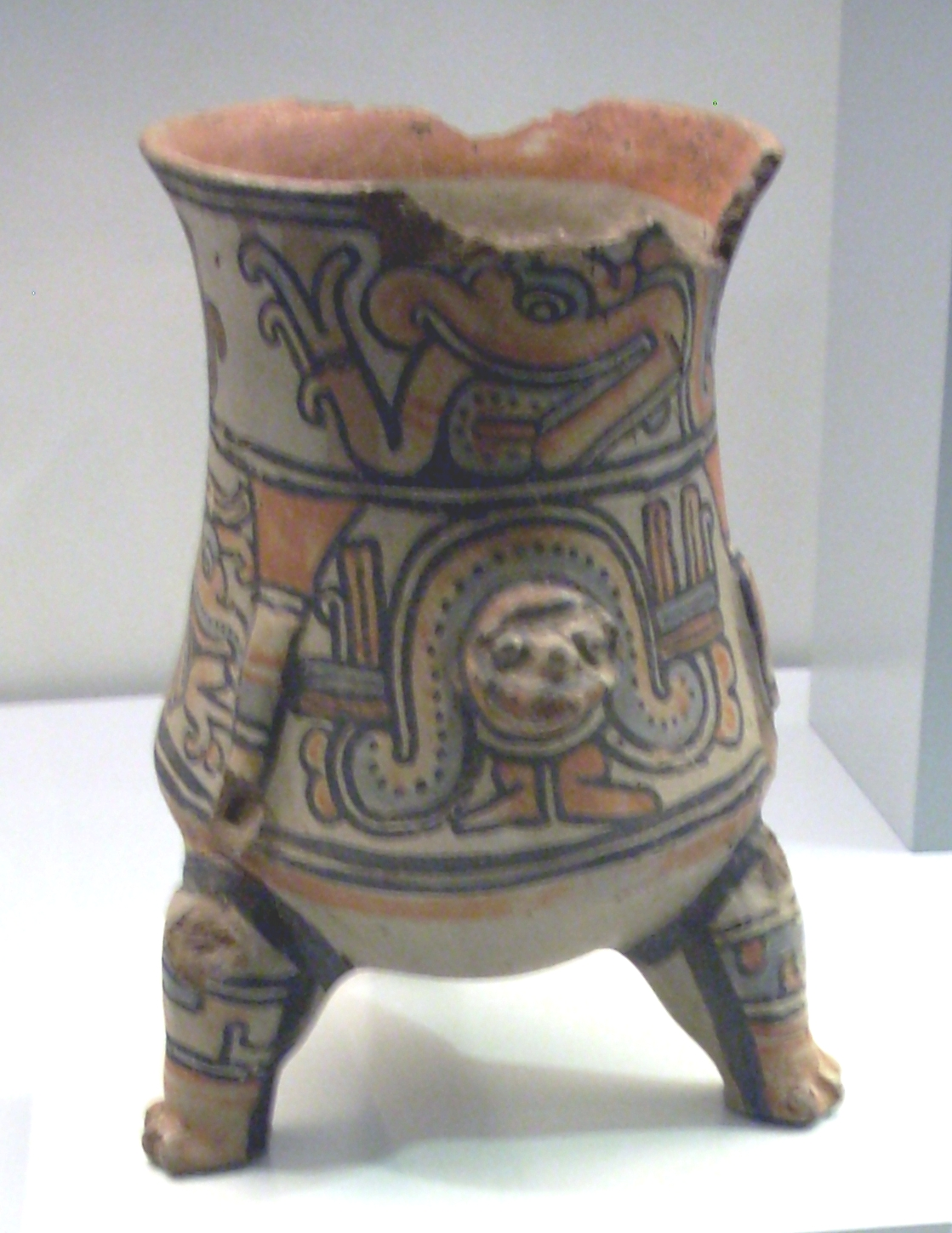
Поліхромна ваза, никойї, Коста-Рика. 1000—1500 рр. н. е.

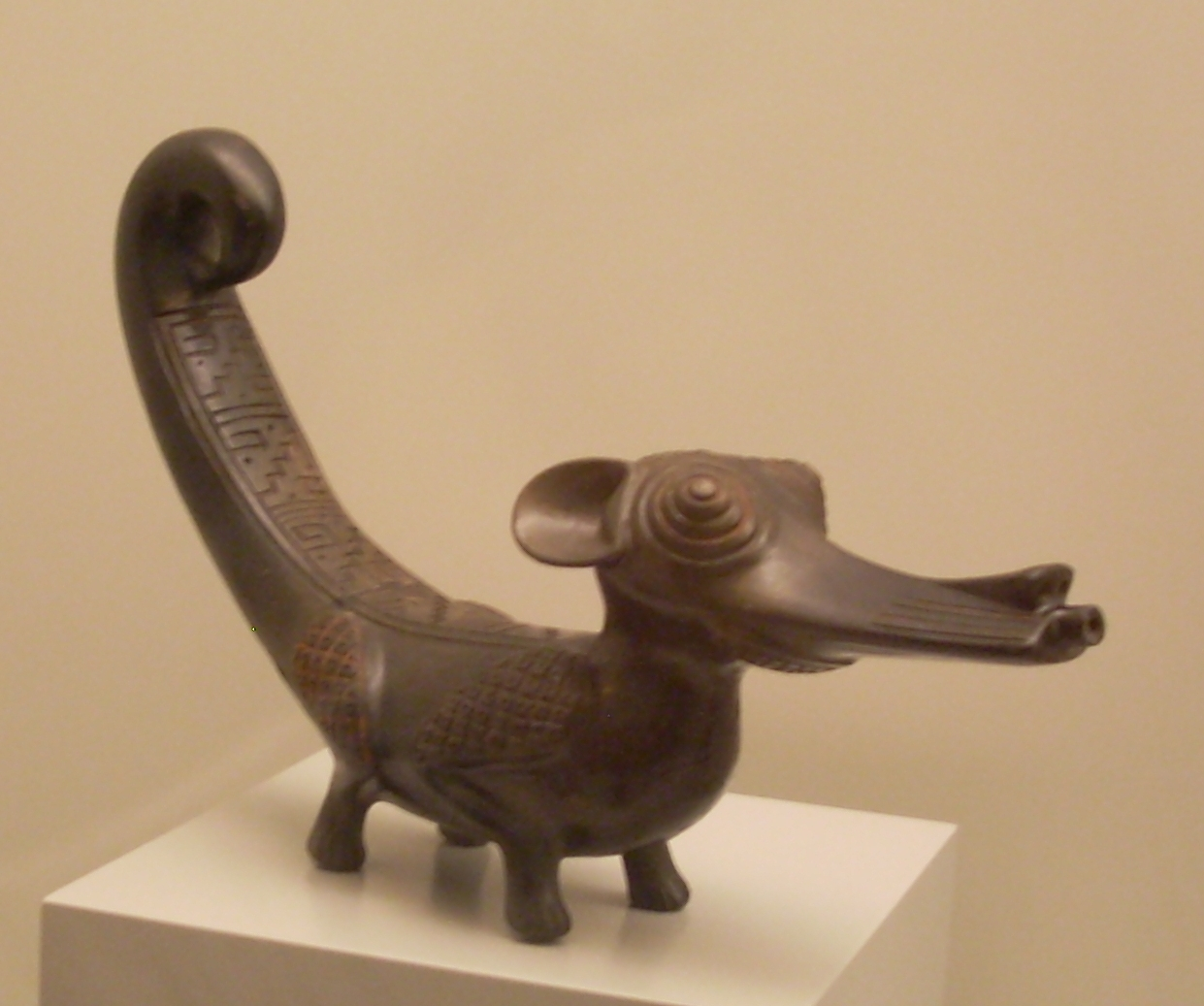
Кайман. Кераміка інків.
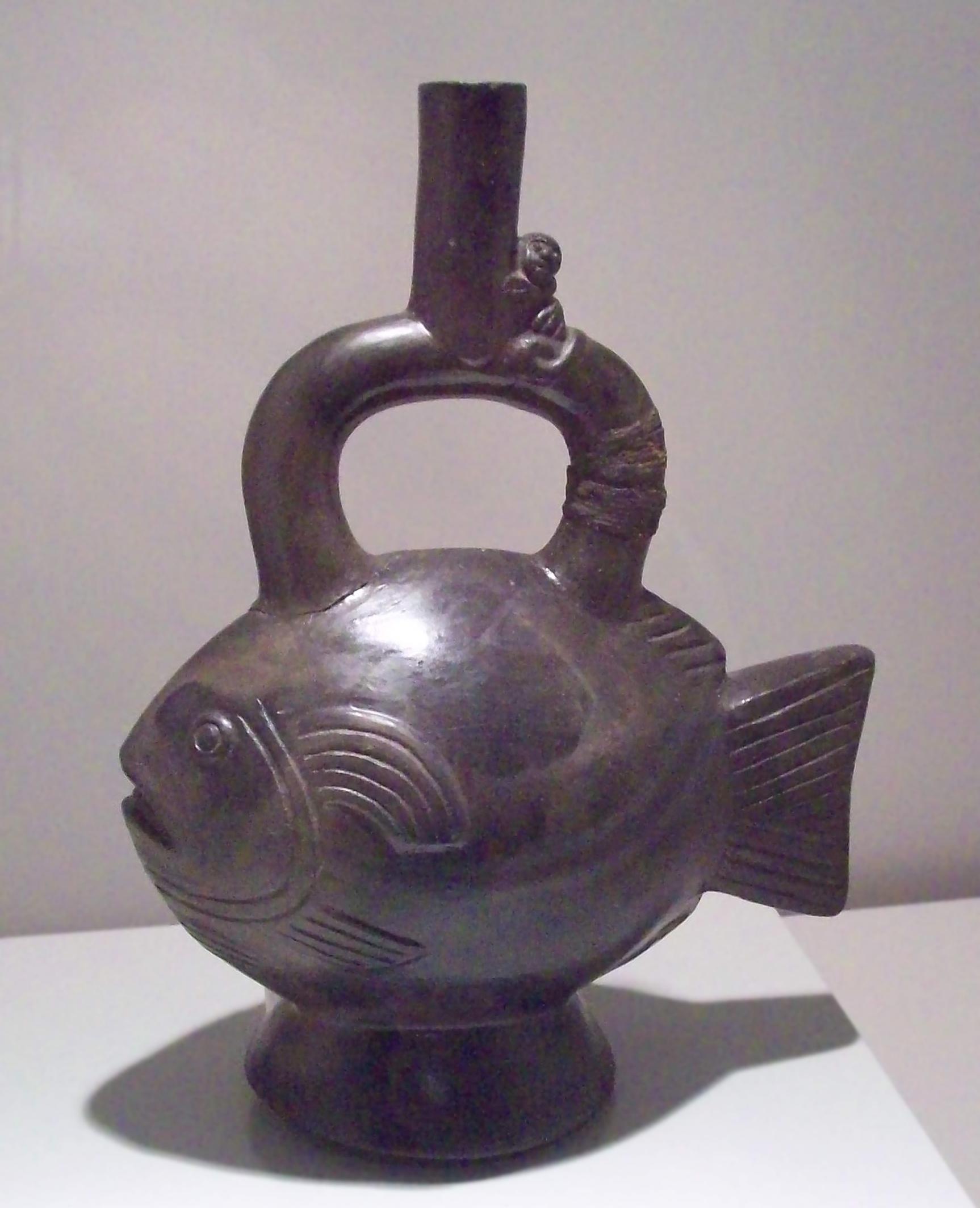
Горщик-рибина, культура Чиму.  Перу (1100–1400 н. е.).
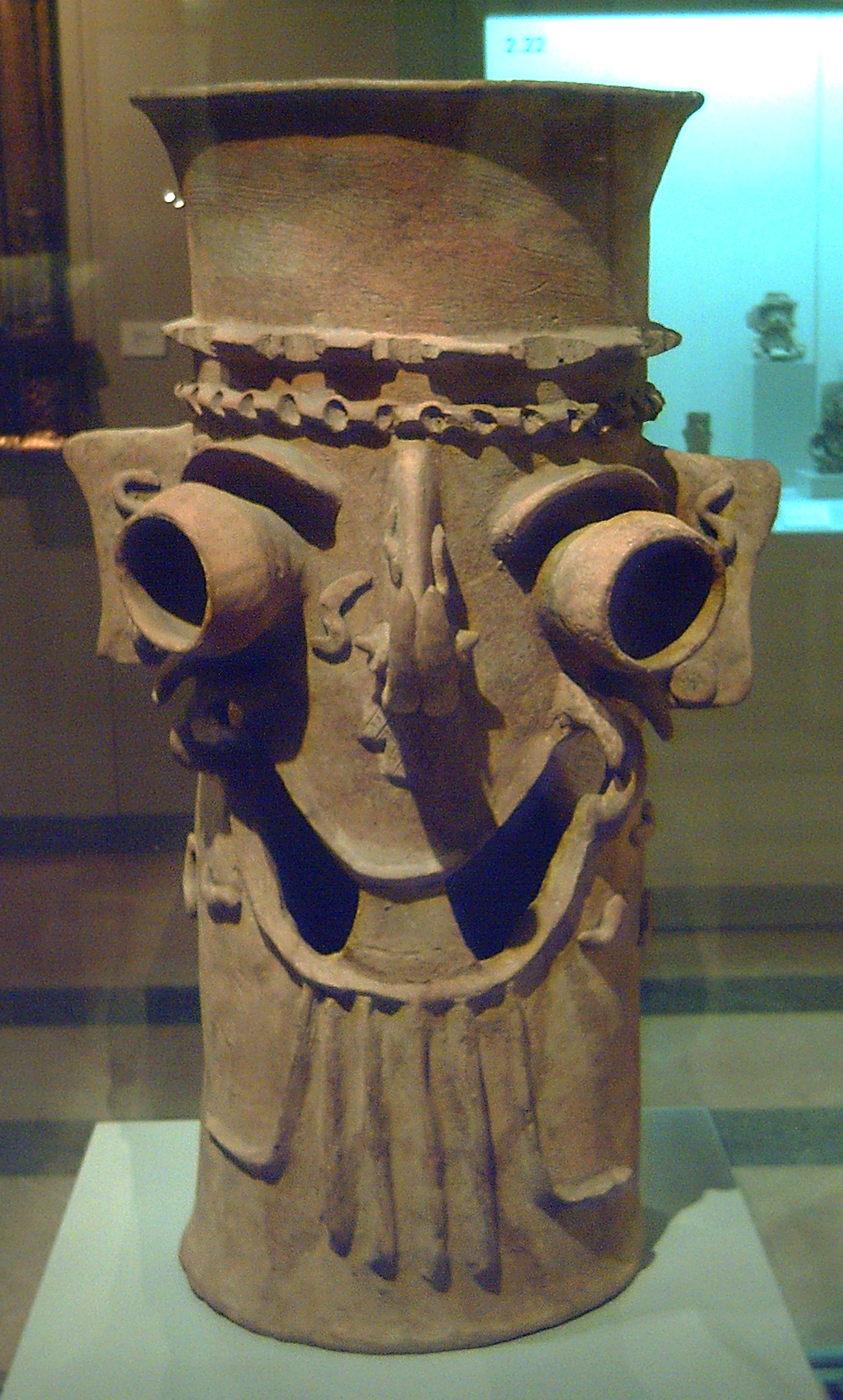
Бог Тлалок. Культура ацтеків, стиль Коліма.
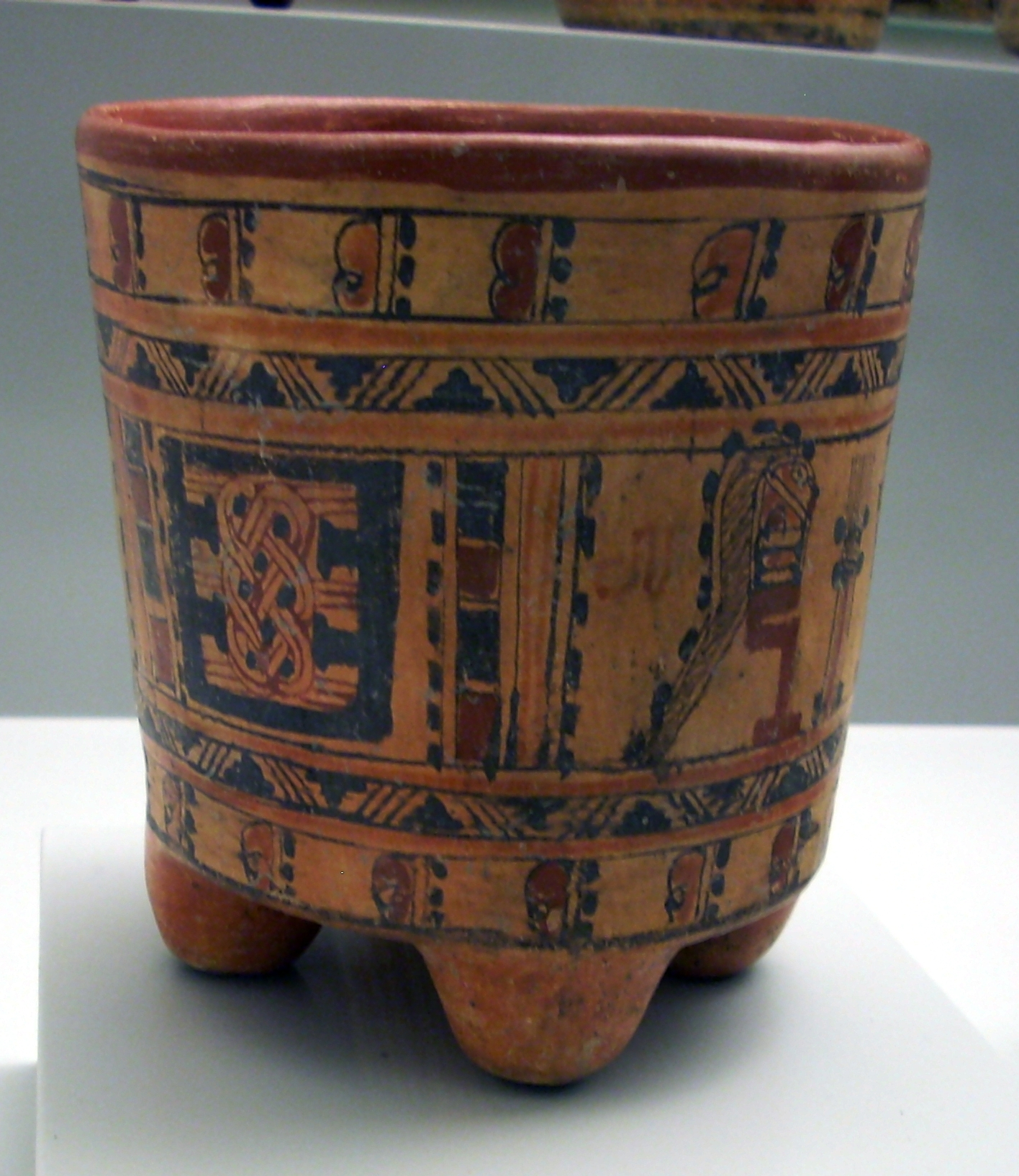
Керамічний келих на трьох ніжках. Майя, пізній класичний період,  600-900 рр. н. е.